# 潛水支援船

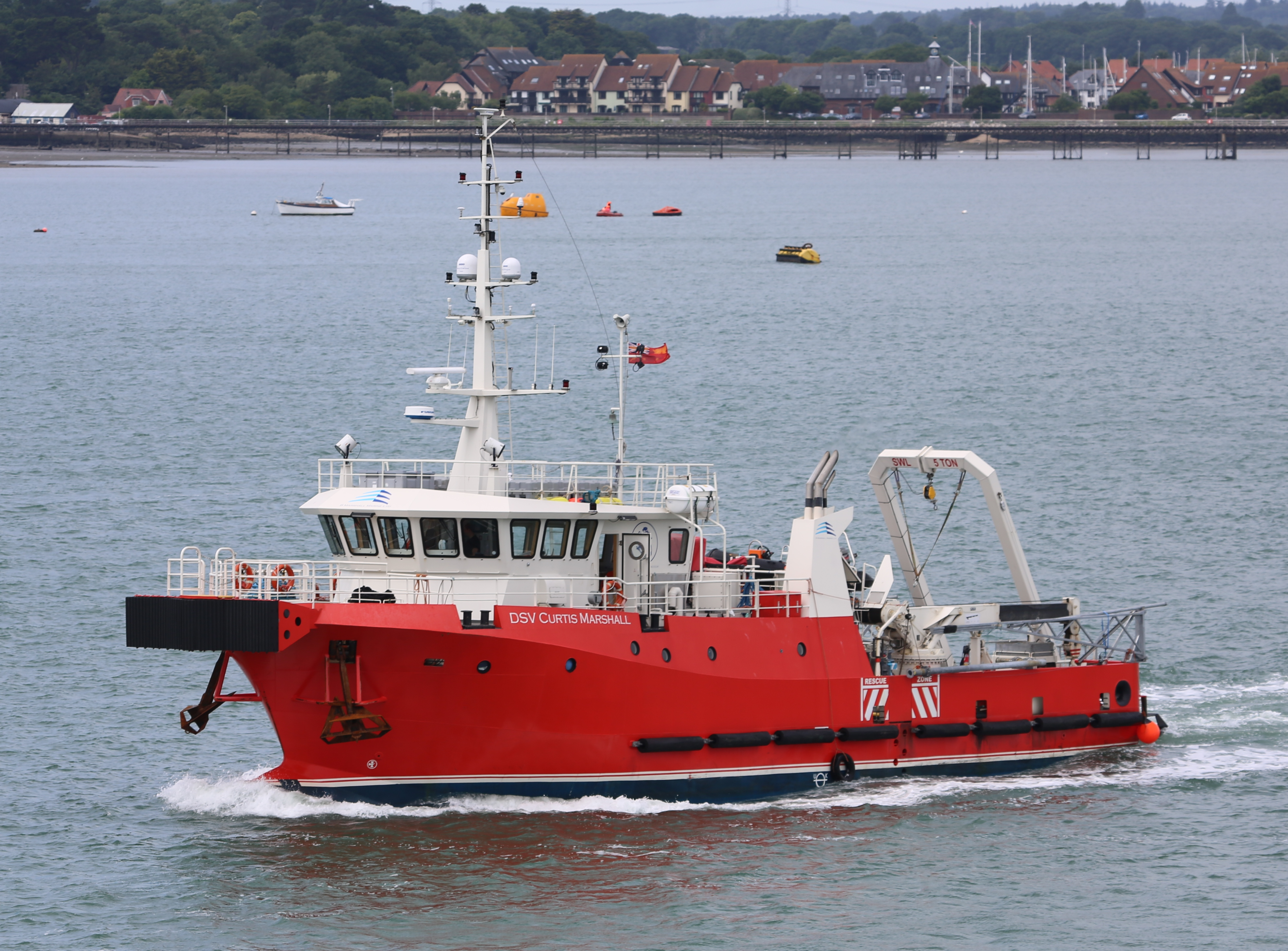
英國的一艘潛水支援船

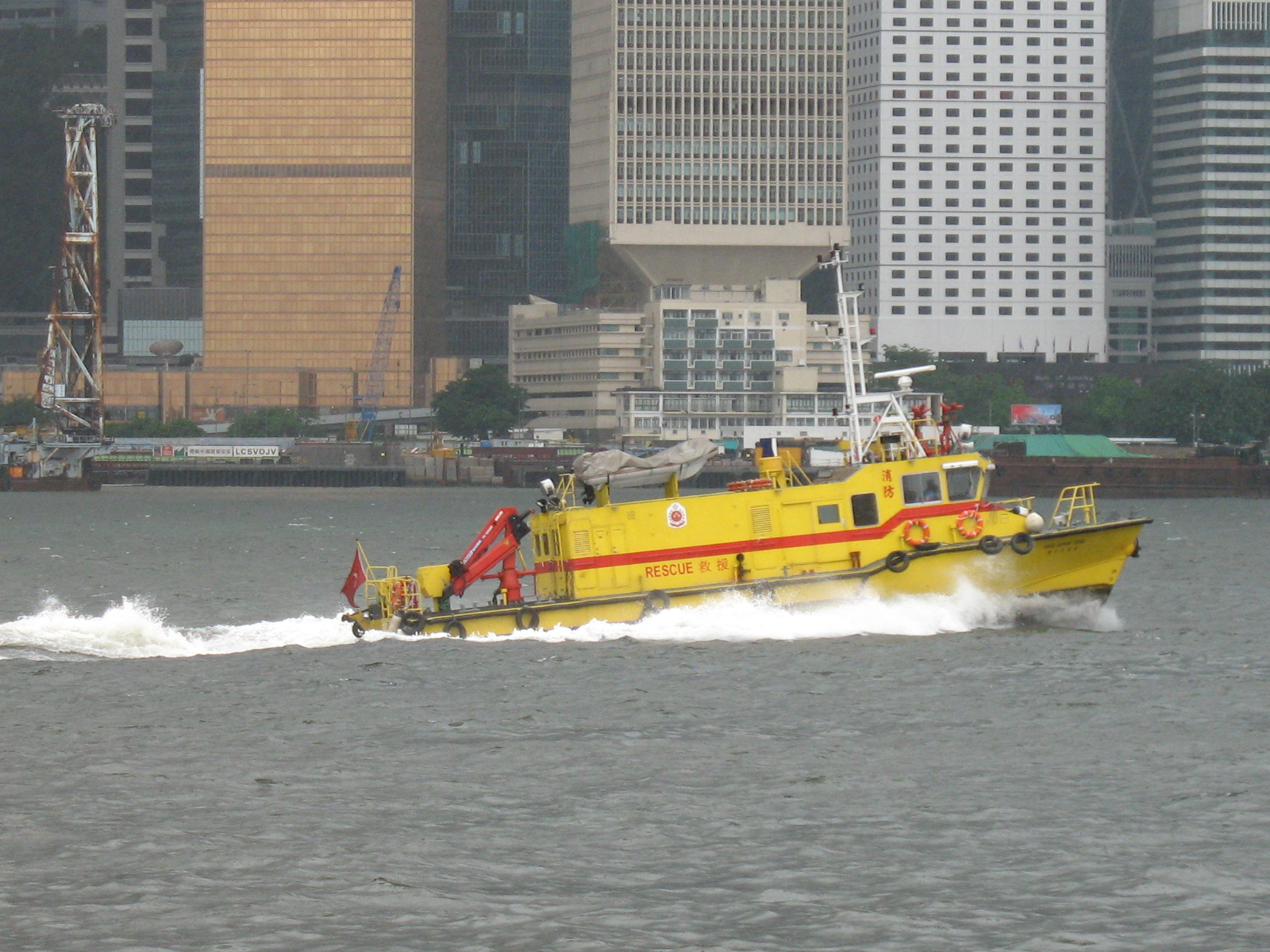
香港消防處的潛水支援船

潛水支援船（英語：Diving support vessel），又稱潛水工作船、潛水支持船或潛水母船，是一種專門支援潛水員進行水中作業的船，作為潛水員在水面上的基地，以確保潛水員在水中的工作能夠有效及安全進行。

## 配備
為支援潛水員在水中的工作，船上會運載潛水所需的用具，包括潛水服、水肺及潛水氣瓶等，並配備檢修潛水器材的設備，船上亦會配備起重機，協助吊運及打撈的工作。由於潛水員在上浮時，如未能進行足夠時間的減壓停留，殘留在人體組織的氮將會造成血管栓塞，造成減壓症的症狀，嚴重的減壓症可危害性命，故此較完善的支援船，都會設有潛水加壓艙，供潛水員在浮出水面後，在船上進行減壓。較大型的支援船，更會配備協助潛水員往返水底的潛水鐘，有部分支援船會配備聲納，在進行水中打撈的工作時可協助定位。因為進行大深度或長時間的潛水工作，便要採用飽和潛水模式，潛水員要預先接受加壓，使身體的氮進入飽和狀態，故此飽和潛水支援船需要配備可提供氣壓相當於深水水壓的飽和潛水加壓艙，並且有大型起重機，可以吊放或從水中回收內部已經加壓的潛水鐘，協助身體處於氮飽和狀態的潛水員往返支援船及深水區。為維持飽和潛水員在水中加壓艙的飲食及其他基本需要，支援船可為設置於水中的加壓艙提供所需的物資。

## 外部鏈接
维基共享资源上的相關多媒體資源：潛水支援船